# Marcel Saibert

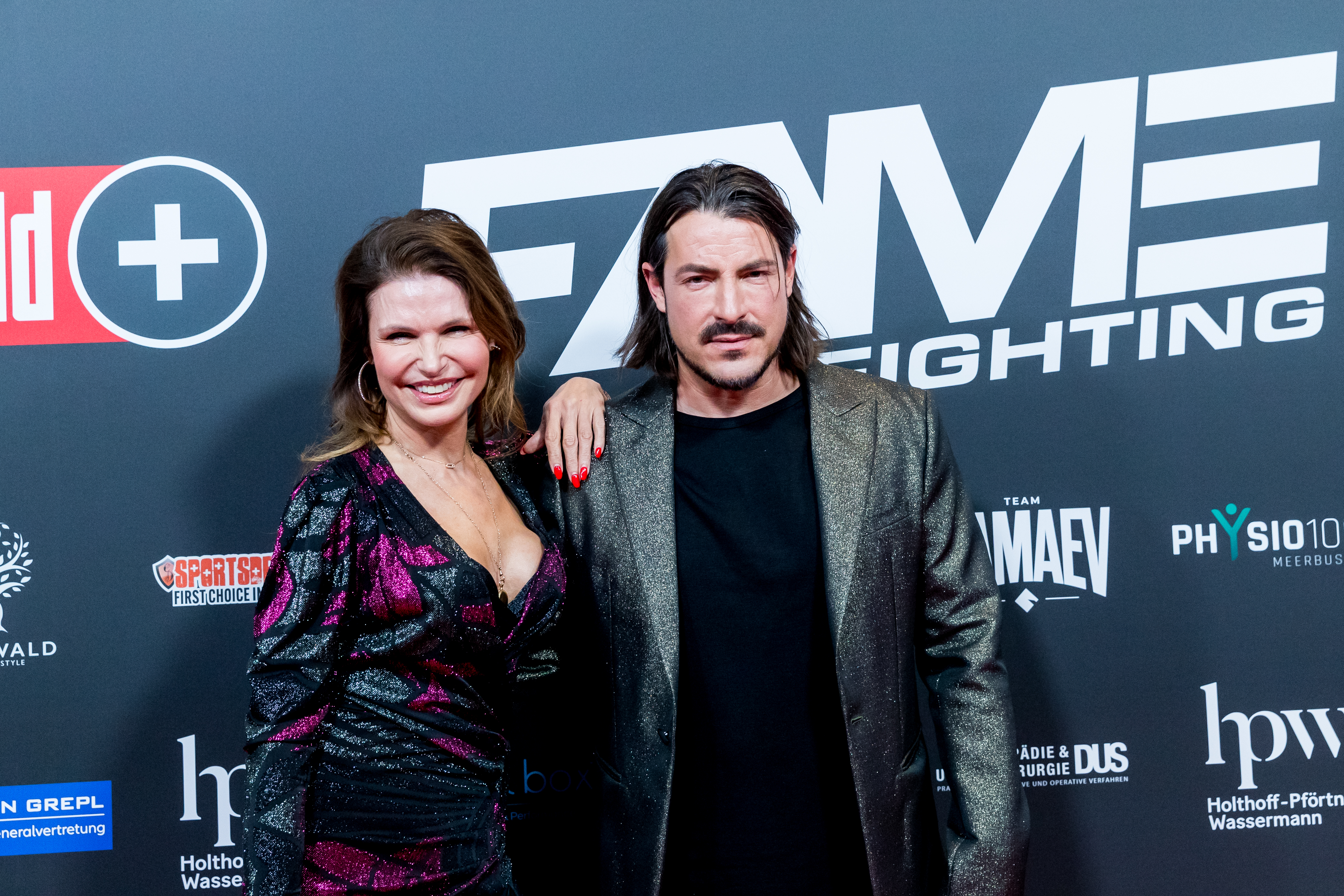
Marcel Saibert mit Tabea Heynig beim Fame Fighting (2024)

Marcel Richard „Mars“ Saibert (* 11. September 1977 in Düsseldorf) ist ein deutscher Schauspieler, Regisseur, Drehbuchautor, Sprecher und Musiker.

## Leben

### Herkunft
Saibert wuchs gemeinsam mit einer Schwester in Düsseldorf auf. Er machte 1997 am Theodor-Fliedner-Gymnasium sein Abitur. Danach studierte er Germanistik und Philosophie an der Heinrich-Heine-Universität Düsseldorf.

### Musikalische Karriere
Im Jahr 1993 war Saibert Mitglied der Band Konstruktive Kritik, die das Album "Kühl" veröffentlichte. 
Von 1999 bis 2000 war er Sänger des Duos Double Up, mit dem er die Singles Bobby Brown und Stay by My Side veröffentlichte. 
Im Jahr 2002 gründete Saibert die Band Juicy Junk. Mit ihr brachte er die Alben Mission Sungun und die Single Everybody (Sucks) heraus. Die Single erreichte Platz 71 der deutschen Charts. Im März 2006 veröffentlichte er die Single Borderline.
Sein erstes Soloalbum "On Air" erreichte Platz 22 der deutschen Charts. Die Single Reason hielt sich neun Wochen auf Platz 15 der deutschen Single-Charts.
Im Jahr 2017 nahm Saibert an der siebten Staffel der Gesangs-Castingshow The Voice of Germany teil und schied in der „Battle Round“ gegen die Kandidatin Janina Beyerlein aus.

### Schauspielkarriere
Nach einem Gastauftritt in der Seifenoper Unter uns im Sommer 2004 wurde er in die Hauptbesetzung der Serie aufgenommen und war dort von August 2005 bis September 2010 als „Martin ‚Mars‘ Sommer“ zu sehen.
2007 schrieb er zusammen mit der Fotografin Estelle Klawitter das Drehbuch zu dem Film "Wortbrot" und führte auch Regie. Er trat als Schauspieler vor der Kamera in mehreren Filmen und Serien auf.
Saibert war zudem für diverse Marken wie Pepsi, Telekom, Hugo Boss, Lenor oder L’Oréal als Sprecher tätig.

### Privates
Saibert ist seit Dezember 2019 verheiratet und lebt mit seiner Frau Nadine in Düsseldorf.

## Diskografie
- 2003: Mission Sungun (Album)
- 2007: Reason (Single)
- 2007: On Air (Album)
- 2007: Where Did We Go Wrong (Single)
- 2009: Play (Single)
- 2009: Let There Be Love (Single)
- 2010: Play (Album)
- 2018: So Einfach (Single)
- 2018: Nicht Allein (Single)
- 2018: Asche zu Gold (Album)
- 2020: Apokalyptische Liebe (Single)

## Filmografie
- 2004, 2005–2010, 2024: Unter uns (Fernsehserie)
- 2009: Zweiohrküken
- 2010: Zeiten ändern dich
- 2011: Die Anrheiner (Fernsehserie)
- 2012: Hotel 13 (Fernsehserie, 5 Folgen)
- 2012: Agent Ranjid rettet die Welt
- 2013: Alles Klara (Fernsehserie, 1 Folge)
- 2014: Alles was zählt (Fernsehserie, 70 Folgen)
- 2019: Meine Klasse – Voll das Leben (Fernsehserie)

## Regie
- Wortbrot
- Landliebe
- Sonntag
- Beat zerstört
- Hände hoch
- Mars Saibert – Nicht allein
- Mars Saibert – So einfach
- Der Sommer is(s)t Coco Fleur

## Autor
- Punch – Der Weg, die Versuchung, die Erkenntnis
- Wortbrot
- Sex and Zaziki – Landliebe